# Daily NK
Daily NK (em coreano: 데일리NK; RR: Deilli NK) é um jornal online sediado em Seul, Coreia do Sul, onde relata vários aspectos da sociedade norte-coreana a partir de informações obtidas de dentro e de fora da Coreia do Norte por meio de uma rede de informantes. A Coreia do Norte está classificada em 177º lugar entre 180 no Índice de Liberdade de Imprensa de 2024, compilado pela Repórteres Sem Fronteiras.
O presidente e o editor-chefe da organização são sul-coreanos, enquanto seus jornalistas são uma mistura de sul-coreanos e desertores norte-coreanos.
O Daily NK recebe financiamento de várias instituições e doadores privados, incluindo o National Endowment for Democracy [en], uma ONG financiada pelo Congresso dos EUA. O presidente do Daily NK é Lee Kwang-baek. O montante do financiamento do Daily NK pelo National Endowment for Democracy desde 2016 está disponível na esfera pública. A organização faz parte de um consórcio com o Unification Media Group, uma organização sem fins lucrativos sediada na Coreia do Sul que produz e distribui conteúdo de rádio para a Coreia do Norte por meio de transmissões de rádio de ondas curtas.